# Eberhard II. von Dalberg
Eberhard II. von Dalberg, genannt zu Herrnsheim (* 1574; † 17. Juli 1614 in Lauterburg), war ein Mitglied der reichsritterschaftlichen Familie von Dalberg.

## Herkunft
Eberhard II. war ein Sohn von Philipp V. von Dalberg, genannt zu Neuweiher, (* 1529 oder 1530; † 6. September 1590) und dessen zweiter Frau, Anna, Tochter von Damian von Handschuhsheim und von Ursula von Fleckenstein († 9. Oktober 1612). Sie hatten 1565 geheiratet. Philipp V. von Dalberg war – im Gegensatz zum größten Teil seiner Familie, die römisch-katholisch geblieben war – Lutheraner.

## Leben
Eberhard II. heiratete Anna (* 1581), Tochter von Ernst Johann Schweikhard von Sickingen zu Ebernburg und von Beatrix von Lützelburg. Die Ehe von Eberhard II. und Anna blieb kinderlos. Nach dem Tod Eberhard II. heiratete sie 1615 erneut: Johann Reinhard Schütz von Holzhausen zu Nierstein. Sie starb am 20. März 1619 und wurde in der  Katharinenkirche in Oppenheim beigesetzt.
Eberhard II. soll in Lauterburg Amtmann gewesen sein. Er war das einzige von den fünf Kindern Philipp V., die das Erwachsenenalter erreichten, das wie der Vater lutherisch wurde. Eberhard II. verkaufte die dalbergischen Anteile an Dittelsheim 1602 und 1606 an Kurfürst Friedrich IV. von der Pfalz. 1607 kaufte er dafür die Dreihornmühle und 1609 den Sickinger Hof in der Sterngasse in Worms.
Eberhard II. wurde in oder an der Pfarrkirche St. Peter in Herrnsheim (heute: Worms) bestattet. Er erhielt ein Grabmal an der südlichen Außenmauer der Kirche St. Peter in Herrnsheim. Mit seinem Tod erlosch dieser Zeig der Dalberger.